# Unione Calcio Sampdoria 1951-1952
Questa voce raccoglie le informazioni riguardanti l'Unione Calcio Sampdoria nelle competizioni ufficiali della stagione 1951-1952.

## Stagione
La Sampdoria nella Serie A 1951-1952 si classifica al settimo posto con 41 punti, frutto di 16 vittorie, 9 pareggi e 13 sconfitte, con 48 reti segnate e 40 subite, terza migliore difesa del campionato dopo Juventus (34) e Fiorentina (38).

## Organigramma societario
Area direttiva
- Presidente: Aldo Parodi

Area tecnica
- Allenatore: Alfredo Foni

## Divise
| Casa |

## Rosa
| N. |                   | Ruolo | Calciatore         |
| -- | ----------------- | ----- | ------------------ |
|    | Italia (bandiera) | P     | Giuseppe Moro      |
|    | Italia (bandiera) | P     | Satiro Lusetti     |
|    | Italia (bandiera) | P     | Vincenzo Reverchon |
|    | Italia (bandiera) | D     | Silvio Arrighini   |
|    | Italia (bandiera) | D     | Alberto Fommei     |
|    | Italia (bandiera) | D     | Edy Gratton        |
|    | Italia (bandiera) | D     | Cosimo La Penna    |
|    | Italia (bandiera) | D     | Pietro Podestà     |
|    | Italia (bandiera) | C     | Giovanni Ballico   |
|    | Italia (bandiera) | C     | Vittorio Bergamo   |
|    | Italia (bandiera) | C     | Mario Corti        |

| N. |                      | Ruolo | Calciatore          |
| -- | -------------------- | ----- | ------------------- |
|    | Italia (bandiera)    | C     | Aristide Coscia     |
|    | Italia (bandiera)    | C     | Clemente Gotti      |
|    | Italia (bandiera)    | C     | Arnaldo Lucentini   |
|    | Italia (bandiera)    | C     | Guglielmo Oppezzo   |
|    | Italia (bandiera)    | C     | Andreino Repetti    |
|    | Italia (bandiera)    | A     | Adriano Bassetto    |
|    | Italia (bandiera)    | A     | Oliviero Conti      |
|    | Italia (bandiera)    | A     | Emiliano Farina     |
|    | Italia (bandiera)    | A     | Renato Gei          |
|    | Argentina (bandiera) | A     | Juan Carlos Lorenzo |
|    | Argentina (bandiera) | A     | Mario Sabbatella    |

## Calciomercato
| Acquisti | Acquisti          | Acquisti         | Acquisti      |
| R.       | Nome              | da               | Modalità      |
| -------- | ----------------- | ---------------- | ------------- |
| P        | Giuseppe Moro     | Lucchese         | definitivo    |
| D        | Alberto Fommei    | Livorno          | definitivo    |
| D        | Cosimo La Penna   | Cremonese        | fine prestito |
| C        | Clemente Gotti    | Ponte San Pietro | definitivo    |
| C        | Guglielmo Oppezzo | Novara           | definitivo    |
| C        | Andreino Repetti  | Bolzanetese      | definitivo    |
| A        | Oliviero Conti    | Minerva          | definitivo    |
| A        | Emiliano Farina   | Cremonese        | definitivo    |

| Cessioni | Cessioni           | Cessioni | Cessioni   |
| R.       | Nome               | da       | Modalità   |
| -------- | ------------------ | -------- | ---------- |
| D        | Luigi Bertani      | Livorno  | definitivo |
| C        | Romano Agostinelli | Brescia  |            |
| C        | Ingvar Gärd        | -        | -          |
| A        | Luigi Parodi       | Lucchese | definitivo |

## Risultati

### Serie A

#### Girone di andata
| Arbitro: | Bernardi (Bologna) |

|                                                |           |  |
| Lucentini 5’ Gei 14’ Sabbatella 48’ Farina 75’ | Marcatori |  |

| Arbitro: | Massai (Pisa) |

|             |           |  |
| Boscolo 13’ | Marcatori |  |

| Arbitro: | Carpani (Milano) |

|                |           |              |
| Sabbatella 55’ | Marcatori | 64’ Vicovaro |

| Arbitro: | Bellè (Venezia) |

|              |           |                      |
| Trevisan 45’ | Marcatori | 55’ Gei 65’ Bassetto |

| Arbitro: | Tassini (Verona) |

|                             |           |            |
| Sabbatella 15’ Bassetto 23’ | Marcatori | 42’ Amadei |

| Arbitro: | Piemonte (Monfalcone) |

|                        |           |               |
| Burini 50’ Nordahl 73’ | Marcatori | 41’ Lucentini |

| Arbitro: | Gemini (Roma) |

|  |           |            |
|  | Marcatori | 78’ Bülent |

| Arbitro: | Pieri (Trieste) |

|  |           |           |
|  | Marcatori | 23’ Gotti |

| Arbitro: | Tassini (Verona) |

|                           |           |                |
| Bergamo 39’ Lucentini 48’ | Marcatori | 17’ Muccinelli |

| Arbitro: | Silvano (Torino) |

|                          |           |                |
| Sørensen 71’ Jeppson 87’ | Marcatori | 19’ Sabbatella |

| Bologna 2 dicembre 1951 | Bologna            | 0 – 0 | Sampdoria | Stadio Comunale\| Arbitro: \| Marchetti (Milano) \| |
| Arbitro:                | Marchetti (Milano) |       |           |                                                     |

| Arbitro: | Maurelli (Roma) |

|                                          |           |             |
| Bergamo 8’ (rig.) Sabbatella 64’ Gei 74’ | Marcatori | 14’ Baldini |

| Arbitro: | Bernardi (Bologna) |

|                                        |           |  |
| Hjalmarsson 50’ (rig.) Hjalmarsson 70’ | Marcatori |  |

| Arbitro: | Orlandini (Roma) |

|             |           |              |
| Lucchesi 1’ | Marcatori | 41’ Bassetto |

| Arbitro: | Agnolin (Bassano del Grappa) |

|              |           |                 |
| 65’ Bassetto | Marcatori | Nyers 7’ (rig.) |

| Arbitro: | Liverani (Torino) |

|         |           |              |
| Gei 21’ | Marcatori | 11’ Sperotto |

| Arbitro: | Bellè (Venezia) |

|                                    |           |                |
| La Rosa 15’, 69’ Santos 59’ (rig.) | Marcatori | 10’, 55’ Gotti |

| Arbitro: | Righi (Milano) |

|              |           |  |
| Bassetto 30’ | Marcatori |  |

| Arbitro: | Pieri (Trieste) |

|                     |           |        |
| Piola 13’ Janda 59’ | Marcatori | 3’ Gei |

#### Girone di ritorno
| Roma 3 febbraio 1952 | Lazio            | 0 – 0 | Sampdoria | Stadio Nazionale\| Arbitro: \| Carpani (Milano) \| |
| Arbitro:             | Carpani (Milano) |       |           |                                                    |

| Arbitro: | Valsecchi (Milano) |

|                               |           |             |
| Bassetto 14’, 48’, 52’ (rig.) | Marcatori | 69’ Boscolo |

| Palermo 17 febbraio 1952 | Palermo          | 0 – 0 | Sampdoria | Stadio La Favorita\| Arbitro: \| Cartei (Firenze) \| |
| Arbitro:                 | Cartei (Firenze) |       |           |                                                      |

| Arbitro: | Canavesio (Torino) |

|                               |           |  |
| Gei 49’ Gotti 53’ Lorenzo 70’ | Marcatori |  |

| Arbitro: | Silvano (Torino) |

|             |           |  |
| Astorri 42’ | Marcatori |  |

| Arbitro: | Massai (Pisa) |

|                |           |             |
| Sabbatella 44’ | Marcatori | 20’ Nordahl |

| Arbitro: | Liverani (Torino) |

|  |           |         |
|  | Marcatori | 76’ Gei |

| Arbitro: | Piemonte (Monfalcone) |

|                |           |                       |
| Sabbatella 50’ | Marcatori | 67’ (rig.) Roosenburg |

| Arbitro: | Pieri (Trieste) |

|                          |           |                    |
| K. Hansen 21’ Vivolo 44’ | Marcatori | 41’ (aut.) Manente |

| Arbitro: | Silvano (Torino) |

|                                    |           |                              |
| Bergamo 12’ (rig.) Coscia 50’, 73’ | Marcatori | 47’ Brugola 84’ Santagostino |

| Arbitro: | Valsecchi (Milano) |

|                       |           |                |
| Gotti 28’ Lorenzo 83’ | Marcatori | 24’ Cervellati |

| Arbitro: | Rigato (Mestre) |

|                        |           |             |
| Dossi 26’ Boniardi 44’ | Marcatori | 89’ Lorenzo |

| Arbitro: | Tassini (Verona) |

|               |           |  |
| Lucentini 24’ | Marcatori |  |

| Arbitro: | Longagnani (Modena) |

|              |           |           |
| Bassetto 46’ | Marcatori | 37’ Greco |

| Arbitro: | Massai (Pisa) |

|  |           |              |
|  | Marcatori | 31’ Bassetto |

| Arbitro: | Marchetti (Milano) |

|                    |           |               |
| Prunecchi 36’, 44’ | Marcatori | 46’ Lucentini |

| Arbitro: | Fortina (Novara) |

|              |           |  |
| Bassetto 64’ | Marcatori |  |

| Arbitro: | Marchetti (Milano) |

|                        |           |  |
| Sørensen 52’ Darin 75’ | Marcatori |  |

| Arbitro: | Guarnaschelli (Pavia) |

|                                          |           |            |
| Bassetto 31’ Feccia 67’ (aut.) Gotti 79’ | Marcatori | 57’ Feccia |

## Statistiche

### Statistiche di squadra
| Competizione | Punti | In casa | In casa | In casa | In casa | In casa | In casa | In trasferta | In trasferta | In trasferta | In trasferta | In trasferta | In trasferta | Totale | Totale | Totale | Totale | Totale | Totale | DR |
| Competizione | Punti | G       | V       | N       | P       | Gf      | Gs      | G            | V            | N            | P            | Gf           | Gs           | G      | V      | N      | P      | Gf     | Gs     | DR |
| ------------ | ----- | ------- | ------- | ------- | ------- | ------- | ------- | ------------ | ------------ | ------------ | ------------ | ------------ | ------------ | ------ | ------ | ------ | ------ | ------ | ------ | -- |
| Serie A      | 41    | 19      | 12      | 5       | 2       | 34      | 17      | 19           | 4            | 4            | 11           | 14           | 23           | 38     | 16     | 9      | 13     | 48     | 40     | +8 |

### Statistiche dei giocatori
Nel computo delle reti si aggiungano 2 autogol a favore.
| Giocatore         | Serie A  | Serie A |
| Giocatore         | Presenze | Reti    |
| ----------------- | -------- | ------- |
| G. Moro           | 38       | -40     |
| G. Oppezzo        | 38       | 0       |
| G. Ballico        | 37       | 0       |
| R. Gei            | 35       | 7       |
| A. Lucentini      | 33       | 5       |
| M. Sabbatella     | 32       | 7       |
| V. Bergamo        | 29       | 3       |
| P. Podestà        | 25       | 0       |
| A. Bassetto       | 24       | 12      |
| A. Fommei         | 23       | 0       |
| C. Gotti          | 23       | 6       |
| E. Gratton        | 23       | 0       |
| J. Carlos Lorenzo | 17       | 3       |
| A. Coscia         | 16       | 2       |
| E. Farina         | 16       | 1       |
| O. Conti          | 4        | 0       |
| M. Corti          | 3        | 0       |
| A. Repetti        | 2        | 0       |